# 乌斯宾斯基职官志
乌斯宾斯基职官志（Taktikon Uspensky）是对9世纪中期一份希腊语列表的称谓，其记录了拜占庭帝国民事、军事、教会官职以及他们在朝廷中的次第。尼古拉斯·依科诺米狄斯将其时间追溯到了842/843年，这使其成为现存的9至10世纪一系列同类文档（职官志，taktika）中最早的一个。文档的称呼来源于俄罗斯拜占庭学家费奥多尔·乌斯宾斯基，19世纪末，他在耶路撒冷希腊正教牧首区的图书馆里，从一份12/13世纪的手稿（耶路撒冷抄本，codex Hierosolymitanus gr. 39）中发现了该文档，手稿中还包括了斐洛提乌斯 《琼筵序次》（略晚的一份职官志）的一部分。

## 版本
- 俄语版，费奥多尔·乌斯宾斯基： [Byzantine table of ranks]. Известия Русского Археологического Института в Константинополе. 1898, 3: 98–137  [2020-11-20]. （原始内容存档于2016-03-04）.
- 法语版，尼古拉斯·依科诺米狄斯：. Paris. 1972: 47–63  [2020-11-20]. （原始内容存档于2020-06-26）.

### 脚注
1. ↑  Oikonomides (1972), pp. 41ff.
2. ↑  Kazhdan (1991), p. 2007
3. ↑  Bury (1911), pp. 10, 12

### 书籍
- Bury, John B., , Oxford University Publishing, 1911
- 亚历山大·卡日丹 (编). . 牛津: 牛津大学出版社. 1991. ISBN 0-19-504652-8.
- Oikonomidès, Nicolas. . Paris. 1972  [2020-11-20]. （原始内容存档于2020-06-26） （法语）.